# Iffland-Ring
Der Iffland-Ring ist ein Fingerring mit dem Porträt des bedeutenden deutschen Schauspielers, Theaterdirektors und Dramatikers August Wilhelm Iffland (1759–1814), der 1782 am Mannheimer Nationaltheater in der Uraufführung von Friedrich Schillers Drama Die Räuber den Franz Moor spielte.
Der diamantbesetzte Eisenring wird von seinem jeweiligen Träger testamentarisch an den seiner Meinung nach „jeweils bedeutendsten und würdigsten Bühnenkünstler des deutschsprachigen Theaters“ auf Lebenszeit verliehen, wobei die Tradition verlangt, dass dieser männlich ist. Werner Krauß erhielt den Ring 1954 jedoch nicht von seinem vorherigen Träger Albert Bassermann, sondern vom Kartellverband deutschsprachiger Bühnenangehöriger, da die drei von Bassermann vorgesehenen Erben nacheinander vor ihm gestorben waren.
Von 1996 bis 2019 war Bruno Ganz Träger des Iffland-Rings. Nach Ganz’ Tod gab der österreichische Kulturminister Gernot Blümel am 22. März 2019 bekannt, dass der deutsche Schauspieler Jens Harzer zum Träger des Rings bestimmt wurde.
Der Iffland-Ring ist seit 1954 zweckgebundenes Eigentum der Republik Österreich.
1978 wurde von der österreichischen Bundesregierung als weibliches Pendant der Alma-Seidler-Ring nach der 1977 verstorbenen Burgschauspielerin Alma Seidler gespendet.

## Geschichte und Gründungslegende
Dass Iffland selbst mehrere Ringe mit seinem Porträt an Freunde verschenkt hatte, scheint nicht unwahrscheinlich, weil die Weitergabe solcher Kleinodien (Fingerringe, Gemmen, Bilder, Medaillen und ähnliches) an enge Freunde durchaus zeitüblich war. Dass einer dieser Ringe ein Erbstück der mit Iffland befreundeten Familie Devrient war, scheint ebenfalls wahrscheinlich. Dass es jedoch tatsächlich sieben Ringe waren, wie Wilhelm Burckhardsberg 1954 schrieb, und dass damit die Stiftung einer Auszeichnung verbunden war, ist eher unwahrscheinlich. Wahrscheinlicher scheint, dass Iffland mit der Weitergabe mehrerer Ringe auf Lessings Ringparabel aus Nathan der Weise anspielte. Dass der Devrientsche Ring nicht im Besitz der Familie blieb, sondern von Emil Devrient an Theodor Döring weitergegeben wurde, lag wohl an internen Familienstreitigkeiten. An eine institutionalisierte Auszeichnung dachte offenbar auch Devrient noch nicht, denn dann hätten die Träger vor Haase sicher kein Geheimnis aus der Existenz des „einen“ Ringes gemacht. Nicht geklärt werden kann deshalb, ob die eigentliche Stiftung mit der nur von Haase belegten Weitergabe des Ringes durch Döring oder mit der testamentarischen Weitergabe durch Haase selbst einsetzt.
Die erste nachweisliche Erwähnung des heutigen Iffland-Ringes als Auszeichnung ist der Nachlass des 1911 verstorbenen Schauspielers Friedrich Haase, der mit einem Zettel am Ringetui und einem erklärenden Beibrief die Legende dieses Ringes darlegte und gleichzeitig festlegte, dass beim Ableben des Trägers der Ring von diesem dem „zur Zeit Würdigsten“ zugedacht werden sollte. Haase vermachte ihn Bassermann, der ihn nacheinander drei Kollegen zudachte (Alexander Girardi, Max Pallenberg und Alexander Moissi), die jedoch alle drei überraschend früh verstarben, wobei Bassermann ihn dem verstorbenen Alexander Moissi noch auf den Sarg gelegt hatte und er im letzten Moment gerettet werden musste, so dass er ihn schließlich 1935 in der Österreichischen Nationalbibliothek in Wien deponierte und dann dem Museum der Staatstheater in Wien vermachte. Bassermann, der wegen der Diskriminierung seiner jüdischen Ehefrau 1934 aus Deutschland und 1938 aus Österreich emigrierte, hatte zwar Werner Krauß im Auge gehabt, ihm aber wegen dessen Haltung während des Nationalsozialismus, insbesondere wegen der Teilnahme am antisemitischen Film Jud Süß den Ring nicht übergeben wollen. Nach Bassermanns Tod 1952 war unklar, wie die Weitergabe des Ringes geschehen sollte, bis ihn 1954 der Kartellverband deutschsprachiger Bühnenangehöriger Werner Krauß zusprach. Wegen der erbrechtlichen Unklarheiten 1952/54 wurden vom österreichischen Unterrichtsministerium Richtlinien erlassen, die zukünftig die Weitergabe des Ringes zweifelsfrei regeln.
Die Wahl von Josef Meinrad überraschte Öffentlichkeit und Fachleute. Es entstand die auch von Meinrad selbst weitererzählte Anekdote, Krauß habe auf dem Sterbebett gesagt: „Mein Rat ist: …“, jedoch den Namen des Schauspielers, zu dem er rate, nicht mehr ausgesprochen, so dass die Ohrenzeugen auf Meinrad verfielen.
Der Schriftsteller Georg Markus schrieb in seinem Buch Schlag nach bei Markus folgendes über die Weitergabe des Iffland-Ringes: Dem jeweiligen bedeutendsten Schauspieler deutscher Zunge möge der Ifflandring überreicht werden, so wollte es sein Stifter, der Theatermann August Wilhelm Iffland. Der Schauspieler Josef Meinrad bekam nach dem Tod seines Kollegen Werner Krauß im Jahre 1959 den folgenden Brief »Lieber Josef Meinrad! Am 28. November 1954 erhielt ich den Ifflandring. Im selben Jahr übergab ich der Bundestheaterverwaltung in Wien meine Verfügung über den Nachfolger. Der Träger des Ringes sind nun Sie, lieber Josef Meinrad.« Und dann schildert Werner Krauß die jüngere Geschichte des Rings: »Friedrich Haase hat ihn dem jungen, modernen Schauspieler Albert Bassermann hinterlassen. Albert Bassermann bestimmte zuerst Alexander Girardi. Er starb. Dann Alexander Moissi. Er starb. Dann Max Pallenberg. Er stürzte mit dem Flugzeug ab. Und da Bassermann abergläubisch war, bestimmte er keinen Nachfolger mehr. Er übergab ihn der österreichischen Bundestheaterverwaltung. So kam der Ring an mich. Nun können Sie, lieber Josef Meinrad, mich nicht mehr fragen, warum ich Sie zum Träger bestimmt habe, da muss ich es niederschreiben. Sie sind für mich in Ihrer Einfachheit, Ihrer Schlichtheit, Ihrer Wahrhaftigkeit der Würdigste. Darum, bitte, nehmen Sie den Ring, tragen Sie ihn und gedenken Sie manchmal meiner. Werner Krauß«
Josef Meinrad verwahrte den Iffland-Ring zeitlebens in einem Banksafe und vermachte ihn in seinem Testament dem Schauspieler Bruno Ganz, der ihn nach Meinrads Tod am 18. Februar 1996 erhielt.
Nach dem Tod von Gert Voss 2014 wurde bekannt, dass Bruno Ganz ihn als Nachfolger ausersehen hatte. 2019 wurde der Ring durch die testamentarische Verfügung Ganz’ an Jens Harzer übergeben.

## Träger des Iffland-Ringes
| Dauer         | Träger            |
| ------------- | ----------------- |
| ca. 1815–1832 | Ludwig Devrient   |
| 1832–1872     | Emil Devrient     |
| 1872–1878     | Theodor Döring    |
| 1878–1911     | Friedrich Haase   |
| 1911–1952     | Albert Bassermann |
| 1954–1959     | Werner Krauß      |
| 1959–1996     | Josef Meinrad     |
| 1996–2019     | Bruno Ganz        |
| seit 2019     | Jens Harzer       |